# Archivrecht
Als Archivrecht bezeichnet man die Rechtsthemen, die mit dem Archivwesen verbunden sind.
Anders als das Bibliotheksrecht ist das Archivrecht ein Spezialgebiet, mit dem sich Experten beschäftigen. Der zentrale Rechtsgrundsatz des Archivrechts ist das Ius Archivi, nachdem nach der Archivierung keine Veränderungen mehr an dem Inhalt des Archivgutes vorgenommen werden dürfen, um den öffentlichen Glauben daran nicht zu gefährden.

## Zur Rechtsmaterie
Ein Schwerpunkt des Archivrechts sind Fragen des Datenschutzes, also der Nutzung von personenbezogenen modernen Archivalien. Hinzu kommt in neuerer Zeit auch die Beschäftigung mit den Informationsfreiheitsgesetzen.
Weitere Themen sind (nach der Bibliographie von Rainer Polley):
- Anbietung, Übernahme und Bewertung von Archivgut
- Kulturgutschutz, Eigentumsverhältnisse, Rechtsfragen bei privatem Archivgut
- Archivrelevantes Urheberrecht, Recht am eigenen Bild und Medienrecht

## International

### Europarecht
Die EURBICA startete mehrere Projekte, unter anderem die Entwicklung eines Webportal namens euronomos - – Europäische Archivgesetze online. zum gemeinschaftlichen Archivrecht.

## National

### Deutschland
Im 19. Jahrhundert gab es mehrere Anläufe, um ein allgemeines Reichsarchivgesetz zu etablieren. So wurden etwa im Zuge der Preußischen Reformen, in der Frankfurter Nationalversammlung und im Parlament des Norddeutschen Bundes Versuche unternommen, archivrechtliche Regelungen zu treffen. Ein Reichsarchiv wurde jedoch erst im 20. Jahrhundert, nach einer weiteren gescheiterten Initiative im Jahr 1914, mit Ende des Ersten Weltkrieges gegründet, um insbesondere die kriegshistorischen Unterlagen auszuwerten. Ein Parlamentsgesetz für das Archivwesen gab es zu dieser Zeit jedoch noch nicht. Dies änderte sich auch in der Zeit des Nationalsozialismus nicht, während die Auswirkungen anderer NS-Gesetze jedoch ebenso das Archivwesen erfassten. So wurden jüdische und politisch missliebige Bedienstete der Archive entlassen, die Archivbenutzung wurde für Juden schrittweise versagt und auf die Archive kam aufgrund der vielfachen Notwendigkeit der Bevölkerung, ihre Abstammung nachzuweisen, ein deutlich größerer Arbeitsaufwand zu. In der Zeit der Bundesrepublik Deutschland entwickelten sich dann sukzessive archivrechtliche Vorschriften. Beispielsweise das Gesetz über die Stiftung Preußischer Kulturbesitz und die Archivbenutzungsordnungen des Bundesarchivs von 1954 und 1969 sowie die Hessische Archivbenutzungsordnung von 1962. Nach dem ersten Vorläufer eines Parlamentsgesetzes in Baden-Württemberg von 1974 begann eine Welle der Archivgesetzgebung in den Ländern und im Bund als Reaktion auf das Volkszählungsurteil des Bundesverfassungsgerichts. Die neuen Länder übernahmen diese Entwicklung in den 1990er-Jahren. Im 21. Jahrhundert sind Reformen der Archive notwendig geworden, um Entwicklungen wie die Digitalisierung und Informationsfreiheit in den Gesetzen abzubilden. Einen zunehmenden Einfluss hat zudem das Europarecht, beispielsweise durch europäische Regelungen zum Urheberrecht, Datenschutzrecht oder zum KI-Recht.
Die Archivgesetze des Bundes und der Länder regeln die Archivierung von Unterlagen der Dienststellen des Bundes bzw. der Länder sowie die Organisation des jeweiligen Archivs. 
Die Voraussetzung für die Aufnahme von Unterlagen (Akten, Schriftstücken, Karten, Plänen sowie Trägern von Daten-, Bild-, Film-, Ton- und sonstigen Aufzeichnungen) in ein Archiv ist, dass die Unterlagen von bleibendem Wert sind, d. h., dass ihnen bleibender Wert für die Erforschung oder das Verständnis der deutschen Geschichte, die Sicherung berechtigter Belange der Bürger oder die Bereitstellung von Informationen für Gesetzgebung, Verwaltung oder Rechtsprechung zukommt und eine Offenbarung nicht gegen das Brief-, Post- oder Fernmeldegeheimnis verstoßen würde. Über diese sogenannte „Archivwürdigkeit“ dürfen einzig die zuständigen Archive entscheiden. Grundsätzlich ist keine öffentliche Behörde oder Stelle befugt, eigenmächtig eine Löschung oder Vernichtung ihrer Unterlagen vorzunehmen; es besteht vielmehr eine Anbietungspflicht an das zuständige Archiv.
Die Arbeitsgemeinschaft der Informationsbeauftragten in Deutschland (AGID) forderte 2003 eine Anpassung der Einsichtsrechte an die Informationsfreiheitsgesetzgebung, da es widersprüchliche Regelungen nach Abgabe an ein Archiv gebe. Für das Bundesarchivgesetz erfolgte die entsprechende Anpassung des § 5 Abs. 4 BArchG durch § 13 Abs. 2 des am 1. Januar 2006 in Kraft getretenen Informationsfreiheitsgesetzes des Bundes vom 5. September 2005.
Viele Archivgesetze der Länder, so beispielsweise im Saarland, in Nordrhein-Westfalen, Rheinland-Pfalz, Hessen, Bremen, Sachsen, Sachsen-Anhalt, Berlin und Thüringen wurden seit dem Jahr 2009 grundlegend reformiert. Dabei wurden die Gesetze vor allem an die allgemeine Digitalisierung angepasst, etwa indem auch elektronische Akten und Pläne zu „Unterlagen“ gezählt werden können. Ein weiterer Reformpunkt war die Anpassung der Archivgesetze an das jeweilige Informationsfreiheitsgesetz. Für das Bundesarchivgesetz existiert seit September 2016 ein Reformvorschlag der Bundesregierung, der ebenfalls das Bundesarchivrecht an die elektronische Kommunikation anpassen soll.

#### Gültige Archivgesetze
| Geltungsbereich        | Kurztitel                              | Abkürzung    | Beschluss          | Fundstelle                     |
| ---------------------- | -------------------------------------- | ------------ | ------------------ | ------------------------------ |
| Deutschland            | Bundesarchivgesetz                     | BArchG       | 6. Januar 1988     | BGBl. I S. 62                  |
| Baden-Württemberg      | Landesarchivgesetz                     | LArchG       | 16. Juli 2025      | GBl. 2025 Nr. 70               |
| Bayern                 | Bayerisches Archivgesetz               | BayArchivG   | 22. Dezember 1989  | GVBl 1989, S. 710              |
| Berlin                 | Archivgesetz des Landes Berlin         | ArchGB       | 14. März 2016      | GVBl. 2016, S. 96              |
| Brandenburg            | Brandenburgisches Archivgesetz         | BbgArchivG   | 7. April 1994      | GVBl. 1994, S. 94              |
| Bremen                 | Bremisches Archivgesetz                | BremArchivG  | 7. Mai 1991        | Brem.GBl. 1991, S. 159         |
| Hamburg                | Hamburgisches Archivgesetz             | HmbArchG     | 21. Januar 1991    | HmbGVBl. 1991, S. 7            |
| Hessen                 | Hessisches Archivgesetz                | HArchivG     | 13. Oktober 2022   | GVBl. 2022, S. 493             |
| Mecklenburg-Vorpommern | Landesarchivgesetz                     | LArchivG M-V | 7. Juli 1997       | GVOBl. M-V 1997, S. 282        |
| Niedersachsen          | Niedersächsisches Archivgesetz         | NArchG       | 25. Mai 1993       | Nds. GVBl. 1993 S. 129         |
| Nordrhein-Westfalen    | Archivgesetz Nordrhein-Westfalen       | ArchivG NRW  | 16. März 2010      | GV. NW., S. 302                |
| Rheinland-Pfalz        | Landesarchivgesetz                     | LArchG       | 5. Oktober 1990    | GVBl. RP 1990, S. 277          |
| Saarland               | Saarländisches Archivgesetz            | SArchG       | 23. September 1992 | Amtsbl. 1992, S. 1094          |
| Sachsen                | Archivgesetz für den Freistaat Sachsen | SächsArchivG | 17. Mai 1993       | SächsGVBl. 1993 Nr. 24, S. 449 |
| Sachsen-Anhalt         | Landesarchivgesetz Sachsen-Anhalt      | ArchG-LSA    | 28. Juni 1995      | GVBl. LSA 1995, S. 190         |
| Schleswig-Holstein     | Landesarchivgesetz                     | LArchG       | 11. August 1992    | GVOBl. 1992, S. 444            |
| Thüringen              | Thüringer Archivgesetz                 | ThürArchivG  | 29. Juni 2018      | GVBl. 2018, S. 308             |

### Österreich
Das österreichische Archivrecht unterscheidet Bundes- und Landesarchive.
Das Bundesgesetz über die Sicherung, Aufbewahrung und Nutzung von Archivgut (Bundesarchivgesetz) verpflichtet in § 4 das Österreichische Staatsarchiv zur Führung eines über das Internet zugänglichen Archivregisters. Es bietet eine Übersicht über die österreichischen Archive (Bundes-, Landes-, Kommunal- und Privatarchive), sowie die jeweiligen Bestände und Benützungsbedingungen.
Landesarchivgesetze:
- Kärnten: Gesetz vom 30. Jänner 1997, mit dem das Kärntner Landesarchiv als Anstalt eingerichtet wird (Kärntner Landesarchivgesetz – K-LAG) LGBl Nr. 40/1997 – das erste Landesarchivgesetz Österreichs[8]
- Niederösterreich: NÖ Archivgesetz (NÖ AG)[9]
- Oberösterreich: Landesgesetz über die Sicherung, die Aufbewahrung und die Nutzung von öffentlichem Archivgut sowie die Tätigkeit der damit betrauten Archive (Oö. Archivgesetz)[10]
- Salzburg: Gesetz vom 23. April 2008 über die Sicherung und Nutzung von öffentlichem Archivgut sowie die Tätigkeit der damit betrauten Archive (Salzburger Archivgesetz)[11]
- Steiermark: Gesetz vom 16. April 2013 über die Sicherung, Verwahrung und Nutzung von Archivgut (Steiermärkisches Archivgesetz – StAG)[12]
- Vorarlberg: Archivgesetz[13]
- Wien: Gesetz betreffend die Sicherung, Aufbewahrung und Nutzung von in Eigentum oder Verwahrung der Stadt Wien befindlichem Archivgut (Wiener Archivgesetz – Wr.ArchG)[14]

### Schweiz
→ Archivrecht (Schweiz)